# Charzewice (wieś)
Charzewice – wieś w Polsce położona w województwie małopolskim, w powiecie tarnowskim, w gminie Zakliczyn.

## Położenie
Charzewice znajdują się na Pogórzu Wiśnickim. Pola i zabudowania miejscowości leżą w dolinie na lewym brzegu Dunajca, oraz na wznoszących się nad nią wzgórzach. Przez Charzewice biegnie droga wojewódzka nr 980.
W latach 1954–1972 wieś należała i była siedzibą władz gromady Charzewice. W latach 1975–1998 miejscowość administracyjnie należała do województwa tarnowskiego.

## Zarys historii
Prywatna wieś szlachecka Charzowice, własność kasztelanowej krakowskiej Anny z Sieniawskich Jordanowej, położona była w 1595 roku w powiecie sądeckim województwa krakowskiego.
W czasie I wojny światowej przez Charzewice i okolice przebiegał front i miały tu miejsce bitwy pomiędzy wojskami austro-węgierskimi i rosyjskimi. Pozostałością tych wydarzeń są w Charzewicach trzy cmentarze wojenne.

## Zabytki
Obiekt wpisany do rejestru zabytków nieruchomych województwa małopolskiego.
- Cmentarz wojenny nr 290 – Charzewice

Inne
- Cmentarz wojenny nr 288 – Charzewice
- Cmentarz wojenny nr 289 – Charzewice

## Infrastruktura
We wsi znajduje się jednostka ochotniczej straży pożarnej.